# Max Schachmann
Maximilian (Max) Schachmann (n.28 decembrie 1858 - d. 3 august 1925)  a fost un medic internist română, de naționalitate evreu, unul din cei mai renumiți clinicieni în România de la sfârșitul secolului al XIX-lea și începutul secolului al XX-lea.

## Biografie

### Copilărie și tinerețe
Max Schachmann s-a născut în 1858 la București, pe atunci în principatul Țării Românesti ca unul din cei doi fii ai lui Wilhelm (Velvl) (Wolf) Schachmann  (născut în 1825) și al lui Myriam, născută Marcus (1826-1912). El a învățat la gimnaziul Gheorghe Lazăr  și apoi la Liceul Sfântul Sava din capitală. În 1875 a absolvit examenele de bacalaureat. În 1877-1878 a luat parte la Războiul de Independență al României. Apoi a urmat până în 1882  studii de medicină la Universitatea din Paris, iar în anii 1883-1886 s-a perfecționat în medicina internă (internat) în spitalele din Paris, mai cu seamă la Spitalul Saint Louis, fiind, intre altele, elevul lui Jean Martin Charcot și al lui Philippe Gaucher. În 1885 a susținut teza de doctorat pe subiectul Contribuție la cercetarea unui caz de ciroză hepatică hipertrofică cu icter cronic

### Activitatea medicală în România
Întors în România în 1887, Schachmann a trecut examenul de echivalare ca medic. A lucrat ca preparator de anatomie patologică la Spitalul universitar Brâncovenesc din București, continuând să scrie articole în presa medicală franceză. În 1891 el a fost numit medic primar la Spitalul israelit Caritas, pe care l-a întemeiat, și unde a lucrat până la sfârșitul vieții.În urma propunerii regelui Carol I de a i se acorda cetățenia română , comisia pentru încetățenire a aprobat cererea lui Schachmann în unanimitate. Decizia comisiei a fost totuși anulată. În schimb, Senatul României a votat pentru încetățenirea lui Schachmann cu 44 voturi pentru și 22 contra. (1892)  
Recrutat ca medic militar în armata română, Schachmann a participat la Războaiele Balcanice (1912-1913) și la Primul Război Mondial (1916-1918), fiind înălțat la rangul de colonel. 
În 1896 Dr.Schachmann a înființat la Spitalul Caritas un curs liber de clinică medicală. În 1895 nu a reușit să obțină un post de răspundere la Spitalul Colentina. În schimb, a condus unitatea de fizioterapie la Băile Dr.Ehrlich de pe Strada Italiană din București. Pe pacientii săi in domeniul medicinei interne, Schachmann i-a primit in cabinetul sau din Spitalul Caritas, pe atunci pe strada Știrbei Vodă 32. 
Dr.Schachmann a devenit cu timpul renumit in țară și în străinătate, și mai multe capete încoronate și familiile lor au apelat la serviciile sale, de pildă, regele Alexandru I Obrenović, casa regală bulgară, precum și împăratul Franz Josef I al Austro-Ungariei, acesta din urmă acordându-i o decorație și un titlu nobiliar.

### Viața privată
Schachtmann s-a căsătorit de două ori. Prima sa soție a fost Reghina Rosenthal, cu care a avut trei copii: Emanuel Schachtmann (1889-1960), Margareth care s-a măritat cu omul de afaceri  evreu-roman Max Herdan, și Ion Ștefan Schachmann (1891-1968), care a ales cariera teatrală și a devenit, sub numele Jean Yonnel, un actor de teatru cunoscut în Franța. Deși la început Schachmann a fost rezervat fata de optiunea acestui fiu al său, ulterior i-a apreciat talentul și în timpul vizitelor sale în Franța, a asistat la spectacole ale acestuia.   
A doua soție a fost Maria Mavrodin.
Schachmann a decedat la vârsta de 66 ani în timpul unui concediu la băile din Vichy în Franța. 
A fost înmormântat la Vichy.

## Premii și onoruri
- Crucea României - din partea regelui Carol I
- medalie a Ordinului Franz Josef dub Austro-Ungaria

## In memoriam
- În trecut o stradă din București i-a purtat numele.

## În media artistică
- Numele doctorului Schachmann este mentionat in schița lui Ion Luca Caragiale, "Luna de miere", unde unul di personaje a primit recomandari terapeutice de la trei medici celebri din București, unul din ei fiind Schachmann.  Acesta a recomandat tratament „printr-o mașină electrică”.

## Cărți și articole
- 1881 - Épidémie du muguet benin chez le vieillard
- 1885 - Portes d entrée et voies de propagation des bacilles de la tuberculose
- 1885 - Contribution à l'étude d'une cirhhose hypertrophique du foie avec ictère chronique (teza de doctorat).
- 1886 - Sur la cirrhose pigmentaire dans le diabéte sucre.
- 1886 - Intoxications par l'oxyde de carbone.
- 1886 Contribution au traitement de la pelade.
- 1887 - Sur un cas de épistaxis incoércible.